# Юстин I
Юстин I (лат. Caesar Flavius Iustinus Augustus, грец. Ἰουστίνος; бл 450_ Наісус — 1 серпня 527) — імператор Візантії з 518 по 527 рік та перший імператор династії Юстиніанів (518−578 та 602).

## Походження
Флавій Юстин народився у селянській сім'ї неподалік Наісуса провінції Середземноморська Дакія. У 470 отримав військову освіту. Почав службу в армії простим солдатом-легіонером. До кінця життя не навчився писати і використовував для підпису шаблон, що стало темою смішних історій.
У 503 році був серед генералів римського війська у поході проти сассанідів. У 515 був успішним адміралом, який розбив флот Римського генерала Віталіана. Після смерті Анастасія I 10 липня 518 року Юстина було висунуто на імператора, не в останню чергу при підтримці армії. Тоді ж надав титул Августи своїй дружині Лупакії під ім'ям Євфемії.

## Правління
Зразу ж після вступу на трон було заборонено монофізитство. Також були відновлені відносини з папою римським, повернулися з вигнання захисники єдиної віри, в тому числі і Віталіан, з яким нещодавно бився Юстин. Віталіан і Юстин зустрілися і присягнулися один одному у вірності. Але незабаром Віталіан і двоє його найближчих друзів були вбиті при виході з лазні. Почалися гоніння на єпископів, які захищали монофізитство. Число засланих і єпископів що втекли досягла 54.
У 525, Юстин скасував закон, який фактично забороняв членам класу сенаторів одруження на жінці з низів суспільства, у тому числі й театру. Цей указ проклав шлях для його наступника Юстиніана, щоб одружитися з Феодорою, колишньою актрисою пантоміми, та і в остаточному підсумку призвело до значної зміни в старих класових відмінностях імператорського двору. Феодора стала рівною Юстиніану, брала участь в управлінні імперією та мала значний вплив.
Зовнішнє становище під час правління Юстина було складним — на сході була загроза від персів, з 526 року йшла війна на Кавказі, Іберії та Межиріччі.
Імператор Юстин І помер 1 серпня 527 року. Наступником став його племінник та адаптований син Юстиніан I, який уже з 525 року був цезарем і у квітні 527 року став авґустом. Це врешті-решт і зробило легкою зміну влади.